# 張憲義
張憲義（1943年—），臺灣臺中人:500，生於日占海南島海口市:41，臺灣核能物理學家，擁有中華民國與美國國籍。前中華民國陸軍上校，專長為核子工程。曾參與中山科學研究院的核武研發，為美國當間諜，將相關情報交給美國政府，1988年在美國中央情報局（CIA）安排下潛逃至美國並取得美國國籍與證人保護計畫；美國政府根據他提供的情報，介入台灣核武研發，會同國際原子能總署破壞設備、銷毀文件、沒收核材料，迫使接近完成的相關研發中止。

## 生平
張憲義祖籍福建晉江:41，祖先於1717年到臺灣:140，父親張曜能在臺灣總督府交通局鐵道部自動車課技師任內被派到日佔海南島工作，身兼日軍翻譯，剛好從事貿易工作的外公由公司外派而帶著張憲義母親到海南島，父母經人作媒在當地成婚，1943年在海口生下張憲義，日本戰敗後父母租船帶著2位小孩返臺，途中曾遭海盜洗劫，1946年回臺定居臺中市:41-42。從小父親教導他慎終追遠的觀念，傳給他張氏族譜，對他影響深遠，讓他無法認同臺灣獨立:43,140。
1963年於臺灣省立臺中第二高級中學（今臺中市立臺中第二高級中等學校）畢業後，進入陸軍理工學院（今國防大學理工學院）物理學系就讀，期間因理工學院與國立清華大學合作，曾在清華大學接受訓練。1967年取得理學士學位，派任至中科院籌備處任職。
中華民國於1963年與1968年分別簽署《部分禁止核試驗條約》和《核武禁擴條約》後，於1969年開始以台灣電力公司進口裝置開發核能發電，但卻轉供國防部中科院使用，終於1972年與1976年被國際原子能總署與美國政府一再發現違規而令停、蔣經國政府保證不會發展核廢料再處理設施，但於1978年被發現一直在致力研發雷射鈾濃縮技術而被警告。張憲義於1969年被選派到美國的田納西大學攻讀核子工程，取得碩士及博士學位，張憲義回憶在美國約1969年或1970年時接到自稱對核能有興趣的的公司電話邀他餐敘，當時拒絕，幾年後才知道是美國中央情報局（CIA）的人。張憲義1977年學成回到台灣，返任中科院第一所（今行政院原子能委員會核能研究所的前身）。1984年晉升為該所上校副所長。1970年代末張憲義再度赴美，1980年和美國中情局人員接觸，他決定和美國合作，通過預防雙面諜的測謊後，1984年正式成為中情局線人，開始將台灣核武的機密研發資料，偷偷帶出交付美國。張憲義回憶之後每隔幾個月會與一名叫「馬克」（Mark）的中情局官員在臺北一些安全藏身處所碰面，包括士林夜市附近的公寓，張憲義負責提供最新的研究資訊、機密文件的照片，並確認情報。

## 軍中逃亡事件
1988年1月8日，張憲義向其妻子謊稱有一美國公司要聘僱，準備將全家移民，其妻先帶三個小孩去出境至日本，被中情局人員直接帶去美國與先生會面。1月9日，張憲義在自己辦公桌留下辭職信，在中情局安排下以假的新加坡護照，在高雄小港機場出境赴美。1月12日（即蔣經國去世前一天），張憲義舉家逃往美國。郝柏村在《八年參謀總長日記》1988年1月17日條目上寫道：「核能研究所副所長張憲義全家叛逃美國，必然為CIA所運用，將和盤托出核研所繼續研究的動態。保有核子彈發展能力但不製造核子武器為我國政策，今日指示葉昌桐以對國家傷害最小方式處理。」

## 停止核武計畫
張憲義持續向美國洩漏中華民國研發核武的相關資料，於1988年由中科院逃亡赴美並在國會秘密聽證會中作證。1月13日，總統蔣經國過世，美國總統雷根隨即指派美國在臺協會主席丁大衛與中華民國副總統李登輝進行會談，談判中李登輝向美國保證會終止核武計劃，但美國擔心參謀總長郝柏村上將掌握核武。1月15日，美國會同國際原子能總署人員直赴核研所進行突擊檢查，同行特工駕駛多輛水泥車、貨車載著美國政府與聯合國原能署人員，要求核研所拆除與發展核武有關的所有設施，並將最重要的濃縮核原料立即運返美國，銷毀過程中六度引發氫氣爆炸，之後灌漿封閉實驗室。在美國發動多次搜索後，中華民國國防部進行內部調查，發現張憲義早為美國中情局勸誘當了廿年秘密間諜，在1988年1月9日帶走機密出逃美國作證，阻止蔣經國秘密發展核武的計畫，中華民國政府遂對張憲義發佈通緝令。
1月20日下午，丁大衛單獨面晤郝柏村，為張告知美方核能研究所繼續研發核子彈情形，及轉達美國強烈要求「核能研究所須徹底拆除與核彈發展有關設施，核子反應爐（TRR）須提取重水不得再再開爐」，並提示美國偵察衛星的照相，在屏東九鵬基地有小型核爆。他於十六日由華府來台北前，在美國務院見過張憲義…。」又說張憲義「竟利用民進黨以圖要挾」、楊亭雲向他報告「逃犯張憲義家屬與民進黨有勾結」、「吾人早知CIA在中科院有臥底，其實也不只張憲義一人…」。
不久後「臺灣研究用反應器（TRR）」被迫停止運轉:475。

## 後續發展
張憲義全家赴美後，在證人保護計畫之下安排後續工作以及家庭安置等，初期原居於華府；1988年核研所一名駐美專員以張憲義小孩的姓名查出其當地就讀小學後追蹤出住家地址，立刻通知時任聯合報駐華盛頓特派員王景弘，王景弘在該年4月13日前往登門採訪遭拒，張憲義全家在美國保護下連夜搬家，這位核研所駐美專員遭到美國政府認為他騷擾張憲義而接到美國政府通知，要他馬上離開美國，他不得不返回臺灣，結束臺美另一場諜報交鋒。
當時紐約有某個幫派揚言採取不利於他家人的行動，後來丁大衛表示，當他與臺灣當局談判時，向郝柏村要求確實執行雷根和李登輝的終止核武研發的協定，同時警告郝柏村，若張在美家眷及和在臺親屬的安全發生任何問題，郝都得負起責任；無論黑社會或其他人，只要放出不利於張憲義和家人的訊息，不管是不是郝直接下的命令，都唯他是問。當丁大衛從臺灣談判回來之後，張的在臺親屬就說最近沒有人來騷擾了。
8月2日，參謀總長郝柏村上將在中正理工學院畢業典禮演講上，指責張憲義出賣國家。在同年出版的《教戰記》中罵張是「一個唯利是圖受雇於外國人的間諜，一個出賣祖國的無恥漢奸」，「即使他並沒有真正洩漏了什麼了不起的機密，沒有真正危害到國家安全，也是不能為國人原諒的」。
1989年初，張憲義在巴爾的摩的法院宣誓成為美國公民，只在原名前增加「Gray」英文名:81-81，實際的表記有「Gray Sen-i Chang」、「Gray S. Chang」、「Gray Chang」。
張憲義於1988年1月9日滯美不歸逃亡，所涉為「軍中逃亡」罪，經國防部發布通緝，追訴權時效為12年6月。2000年7月11日，追訴權時效完成，由國防部最高軍事法院檢察署撤銷通緝。
在1990年之後國際情勢轉變，因為軍中逃亡事件的緊張關係已解除，張憲義至爱达荷州国家实验室繼續從事研究，主要從事第四代核電廠技術的開發，也在學術期刊發表論文，2013年退休。
1993年，中華民國持續遵行國際原子能總署加強「全面預防保證協議」的「93+2計畫」措施，並於2014年1月，與美國更新和平使用核能合作協議，包括新的「123協議」，於6月22日續約生效。

張憲義在1998年曾傳真給《聯合報》，稱：
|  | 我們已完成蔣公和蔣總統所交付的任務：我們有能力，但絕不製造核子武器。 |

## 訪問與評論
得過普立茲獎的《紐約時報》記者提姆·韋納，在2008年出版一本700頁的《CIA──罪與罰的六十年》，其中說在中情局數不清方失敗和失誤歷史中，有一項行動卻是「大功告成」，當中更提到中情局成功收買台灣科學家張憲義，阻止了台灣試圖發展核武的秘密計畫，並改變了台灣兩岸的軍事生態。
2016年，已退居美國養老的張接受中研院研究員陳儀深訪談時，辯稱自己當年不是背叛國家，沒有違反台灣人民的利益。他表示當時實際掌握軍權者主要是參謀總長兼中科院院長郝柏村上將，無人能預知李登輝順利接班並開啟台灣民主化的契機。張憲義的訪談內容於同年12月出版為《核彈！間諜？CIA：張憲義訪問紀錄》一書。陳儀深訪談時，提到張憲義由軍中逃亡時在辦公室留下含有5項理由的「辭退書」」，其中一項就是擔憂未來民進黨執政，會因擁有核武而採取「冒進策略」，危及台灣安全。但雖然辭退出如此陳述，郝柏村卻在日記中記載張憲義「竟利用民進黨以圖要挾」，又說楊亭雲向他報告「逃犯張憲義家屬與民進黨有勾結」。他本人又在2017年1月9日在新書發表會上接受越洋視訊訪問時澄清，強調自己「很驚訝」當時為何把民進黨寫在辭退書裡面，「我不是擔心民進黨，而是擔心『政治野心人士』，包括軍事強人」。而「野心人士」可以是任何政黨的人，不見得是民進黨。但在記者追問，是否意指李登輝或郝柏村？張憲義則表示無法回答。然而在2016年陳儀深訪問時，他說，張憲義受訪時坦言，民進黨在叛逃當年已成立並崛起，由於擔憂未來民進黨如果執政，會因擁有核武而採取冒進策略，恐怕讓台灣安全受到威脅，才決定做下此決定，阻絕台灣核武發展。張憲義說:「有關叛逃的指控，我不曾背叛蔣經國的政策宣示，我也沒有背叛臺灣百姓的福利，唯一與背叛扯得上關係的是，我背叛了郝柏村，減弱他在軍方或政治圈的影響力，讓他的氣燄被壓了下來。關於這一點，我還未曾聽聞有知識分子明確地探討這件事。」聯合報前資深駐華盛頓特派員王景弘也作序表示，「張憲義讓我等到老，才動念給歷史留下紀錄，我卻巳『老眼昏花』，不堪再做如此勞心勞力的事。」 
陳儀深認為，何謂叛逃？美國是台灣的敵國嗎？台灣適合發展核武嗎？都不是容易回答的問題。好在口述史只是先採集史料，評價的事，就在出版後留給學界乃至大眾吧。陳儀深的評價是，1988年蔣經國去世之際，掌握軍權的主要是參謀總長同時是中科院長郝柏村，誰能預知李登輝接班順利並開啟台灣民主化契機？張憲義接受美國CIA要求和安排出逃，阻止台灣核武發展， 等於是幫李登輝移走燙手山芋，結果應是「台美雙贏」，並沒有背叛國家或台灣人民的利益，頂多只能說背叛他的上司郝柏村。 陳儀深強調，張憲義出走美國時，中華民國政府的唯一「強人」就是郝伯村，而一個前景未明的國家，在有可能被獨裁的軍事強人掌權的情況下，究竟適不適合發展核武，確實值得商議，因此，他認為以美方立場，擔憂軍事強人掌權，應該大於民進黨崛起。陳儀深也指出，若以張憲義個人當年懷抱統一的意識形態來論定，他對台獨色彩較為濃厚的民進黨崛起有所不安，而在辭退書上寫下「民進黨」三個字，也可以理解。
2017年1月9日，張憲義在台大校友會館，在中研院陳儀深發表《核彈！間諜？CIA》一書中，透過越洋視訊接受訪談時表明，絕不是要出賣台灣，他沒有背叛蔣經國對核武政策…，反而是增進了台灣的和平安定說法，國防部維持一貫的立場說明，有關張憲義自認為其行為並非叛國或出賣台灣，社會自有公評，國軍官兵受國家培養、受人民託付，效忠國家本是職責與本份。
時任立法院外交及國防委員會主席的民進黨立委王定宇說：「不管你的政治觀如何，叛國是不能接受的……這並不是可以原諒的事情。」張憲義堅稱恐怕有野心的政治人物會利用核武去重奪中國大陸。他指宋美齡與一群效忠她的將領甚至成立另一條指揮鏈去加速發展核武。他們說不會使用核武，不過無人會相信。美國就絶對不會相信這說法。今天仍有政治人物會想使用核武──不過現在他們不管付出甚麼代價，都要爭取台灣獨立。王定宇排除這種說法：「我們絶對不會考慮，我們沒有想過這。」
他受訪時多次宣示政治立場，表示雖然不喜歡中共，認為臺獨只是中國歷史分合過渡期，即使政治上推動去中國化，也不可能除掉臺灣人的「中國根」，「我是台灣人也是中國人，想法從未改變」:140 。
2025年3月1日，張憲義在接受CNN專訪時表示，1978年中國大陸由鄧小平掌權後曾警告，如果台灣發展核武將不惜動武，張憲義相信他們是認真的，「我不想與中國大陸發生任何衝突」、「使用任何致命的化學武器或核武器……對我來說，這是愚蠢（nonsense）的想法。我相信我們都是中國人，這樣做是沒道理的。」
。